# Şahtaxtı
Şahtaxtı (en azéri) ou Shakhtakhty est une municipalité de la région de Nakhitchevan, une république autonome de l'Azerbaïdjan. Elle compte un peu plus de 3 000 habitants.